# Guinayangan
Guinayangan is een gemeente in de Filipijnse provincie Quezon op het eiland Luzon. Bij de laatste census in 2010 telde de gemeente bijna 42 duizend inwoners.

## Geografie

### Bestuurlijke indeling
Guinayangan is onderverdeeld in de volgende 54 barangays:
| - A. Mabini - Aloneros - Arbismen - Bagong Silang - Balinarin - Bukal Maligaya - Cabibihan - Cabong Norte - Cabong Sur - Calimpak - Capuluan Central - Capuluan Tulon - Dancalan Caimawan - Dancalan Central - Danlagan Batis - Danlagan Cabayao - Danlagan Central - Danlagan Reserva | - Del Rosario - Dungawan Central - Dungawan Paalyunan - Dungawan Pantay - Ermita - Gapas - Himbubulo Este - Himbubulo Weste - Hinabaan - Ligpit Bantayan - Lubigan - Magallanes - Magsaysay - Manggagawa - Manggalang - Manlayo - Poblacion - Salakan | - San Antonio - San Isidro - San Jose - San Lorenzo - San Luis I - San Luis II - San Miguel - San Pedro I - San Pedro II - San Roque - Santa Cruz - Santa Maria - Santa Teresita - Sintones - Sisi - Tikay - Triumpo - Villa Hiwasayan |

## Demografie
Guinayangan had bij de census van 2010 een inwoneraantal van 41.669 mensen. Dit waren 2.595 mensen (6,6%) meer dan bij de vorige census van 2007. Ten opzichte van de census van 2000 was het aantal inwoners gegroeid met 4.505 mensen (12,1%). De gemiddelde jaarlijkse groei in die periode kwam daarmee uit op 1,15%, hetgeen lager was dan het landelijk jaarlijks gemiddelde over deze periode (1,90%).

De bevolkingsdichtheid van Guinayangan was ten tijde van de laatste census, met 41.669 inwoners op 214,12 km², 194,6 mensen per km².